# Surfer Girl
Surfer Girl je třetí studiové album americké surf rockové skupiny The Beach Boys, vydané roku 1963. Album Surfer Girl se ve Spojených státech umístilo na 7. příčce během 56týdenního pobytu na hitparádě. Ve Velké Británii bylo album vydáno na jaře roku 1967 a dostalo se na 13. příčku. Jedná se o první album skupiny, za jehož produkci byla Brianu Wilsonovi připsána plná zásluha. Tuto pozici pak Brian Wilson zastával několik následujících let.

## Informace o albu
Jedná se o první album Beach Boys, které Brian Wilson sám plně produkoval. Společně s Mikem Lovem, Garym Usherem a Rogerem Christianem Brian Wilson napsal v rámci tohoto alba několik z jeho dnes nejuznávanějších písní. Titulní píseň, která se ve Spojených státech vyšplhala na 7. pozici v hitparádě, byla první písní, kterou Brian Wilson kdy složil. Složil ji již dříve v 19 letech, přičemž se inspiroval písní ze studia Walta Disneyho pro kreslený film Pinocchio (film, 1940) „When You Wish Upon A Star“. Jelikož se jedná o baladu, bylo riskantní ji použít jako singl, ale píseň díky své nepopiratelné kvalitě překonala jakýkoliv hrozící komerční neúspěch. Druhá píseň na singlu, „Little Deuce Coupe“, se stala nejúspěšnější „Stranou 2“ skupiny, přičemž se v americké hitparádě vyšplhala na 15. místo a stala se odznakem hot rodové subkultury. Taktéž to dodrželo soudobý trend kapely, který představoval písně o surfování na Straně 1 singlů a písně spojené s automobilismem na Straně 2. V písni „Catch a Wave“ si sestra Mikea Lovea Maureen zahrála na harfu, píseň „The Surfer Moon“ byla první písní skupiny, která obsahovala smyčcovou sekci. „In My Room“ byla pravděpodobně první osobní písní Briana Wilsona, v níž autor vyjádřil pocit bezpečnosti jednotlivce, který má nějaké útočiště před stresem, v tomto případě svůj pokoj. Až na drobné výjimky („South Bay Surfer“, „Boogie Woodie“) bylo jasné, že Surfer Girl představovalo pro The Beach Boys první z mnoha velkých kroků vpřed.
Jako spoluautor textu k písni „South Bay Surfer“ je uveden také Al Jardine, který se ke skupině vrátil v létě roku 1963, avšak již ne jako plnohodnotný člen a ani se neobjevuje na přebalu alba.
Instrumentální nahrávka k písni „The Surfer Moon“ (Brianovo první známé využití smyčcových nástrojů) byla nahrána již na začátku května pod názvem „The Summer Moon“ pro uskupení mimo Beach Boys s názvem „Bob & Vikki“. Tato verze však nebyla nikdy vydána, ačkoliv existuje její acetátová nahrávka. „Bob“ byl Bob Norberg, Brianův spolubydlící v roce 1962.
Datum nahrávání - 16. červenec - které je na obalu alba uvedeno u písní, které nebyly dříve vydány jako singly, není ani tak diskutabilní, jako spíše zcela nemožné. Ačkoliv existuje dokumentující důkaz (štítek na krabici s nahrávkami), že písně „Surfers Rule“, „South Bay Surfer“ a „Boogie Woodie“ byly skutečně nahrány toho dne ve Western Sound Studious, je patrné, že zatímco vedoucí vokály Mikea Lovea k písním „Hawaii“, a „Catch a Wave“ jsou poznamenané silným nachlazením, jeho ostatní vedoucí vokály na albu jsou zcela v pořádku. Z těchto důvodů je jisté, že nahrávání probíhalo také v jiné dny. Dále je známo, že Alan Jardine měl hrát či zpívat v případě čtyř písní - baskytara v „Boogie Woodie“, „Surfers Rule“ a „Catch a Wave“ a vokály k „In My Room“ - ale ne v případě těch ostatních, přičemž Hal Blaine se podílel na písních „Our Car Club“ a „Hawaii“. Je tedy pravděpodobné, že k albu proběhla alespoň čtyři další nahrávací sezení, ale jelikož příslušná dokumentace chybí, není potvrzení této domněnky dostupné.

## Přední strana alba
Přední strana alba Surfer Girl zobrazuje (zleva doprava) Dennise Wilsona, Davida Markse, Carla Wilsona, Mikea Lovea a Briana Wilsona, kteří drží surfovací prkno z téhož focení z roku 1962, z nějž vzešla fotka k jejich debutovému albu Surfin' Safari. Fotku pořídil fotograf nahrávací společnosti Capitol Records Kenneth Veeder na pláži v Paradise Cove, severně od Malibu v Kalifornii. Na fotce mají všichni Beach Boys stejné modré plédové košile Pendleton Woolen Mills. Tento typ košile se dnes nazývá „board shirt“ a stále se hojně prodává.

## Seznam skladeb
| Strana 1 | Strana 1                                 | Strana 1                                                        | Strana 1            | Strana 1 |
| Pořadí   | Název                                    | Autor                                                           | Vedoucí vokály      | Délka    |
| -------- | ---------------------------------------- | --------------------------------------------------------------- | ------------------- | -------- |
| 1.       | Surfer Girl                              | Brian Wilson                                                    | Brian Wilson        | 2:26     |
| 2.       | Catch a Wave                             | B. Wilson/Mike Love                                             | Mike Love/B. Wilson | 2:07     |
| 3.       | The Surfer Moon                          | B. Wilson                                                       | B. Wilson           | 2:11     |
| 4.       | South Bay Surfer (The Old Folks at Home) | Stephen Foster (hudba); B. Wilson/Carl Wilson/Al Jardine (text) | Love/B. Wilson      | 1:45     |
| 5.       | The Rocking Surfer                       | lidová; aranžmá B. Wilson                                       | instrumentální      | 2:00     |
| 6.       | Little Deuce Coupe                       | B. Wilson/Roger Christian                                       | Love                | 1:38     |

| Strana 2 | Strana 2          | Strana 2                  | Strana 2                | Strana 2 |
| Pořadí   | Název             | Autor                     | Vedoucí vokály          | Délka    |
| -------- | ----------------- | ------------------------- | ----------------------- | -------- |
| 1.       | In My Room        | B. Wilson/Gary Usher      | B. Wilson               | 2:11     |
| 2.       | Hawaii            | B. Wilson/Love            | Love/B. Wilson          | 1:59     |
| 3.       | Surfers Rule      | B. Wilson/Love            | Dennis Wilson/B. Wilson | 1:54     |
| 4.       | Our Car Club      | B. Wilson/Love            | Love/B. Wilson          | 2:22     |
| 5.       | Your Summer Dream | B. Wilson/Bob Norberg     | B. Wilson               | 2:27     |
| 6.       | Boogie Woodie     | lidová; aranžmá B. Wilson | instrumentální          | 1:56     |

## Obsazení
The Beach Boys
- Al Jardine – vokály v pozadí a harmonické vokály; baskytara; tleskání
- Mike Love – vedoucí vokály, vokály v pozadí a harmonické vokály; hand claps
- David Marks – rytmická kytara; tleskání
- Brian Wilson – vedoucí vokály, vokály v pozadí a harmonické vokály; baskytara; piano, varhany; tleskání
- Carl Wilson – vokály v pozadí a harmonické vokály; sólová kytara, baskytara; tleskání
- Dennis Wilson – vedoucí vokály, vokály v pozadí a harmonické vokály; bicí, tleskání

Další hudebníci a produkce
- Hal Blaine – bicí, perkuse
- Steve Douglas – tenorsaxofon
- Maureen Love – harfa